# Dencarde
Dencarde (Dēnkard) ou Dencarte (Dēnkart), literalmente Atos da Religião, é um compêndio do século X das crenças e costumes zoroastristas masdeístas editado por Adurbane Emedane com base numa obra do século IX editada pelo sacerdote Adurfarnbague Farruquezadane. Foi escrita em pálavi e Adurbane, na edição final, o chamou O Dencarde de 1 000 Capítulos. Consiste de cerca de 169 000 palavras e está dividida em nove livros de importância única, mas os primeiros dois e o começo do terceiro estão perdidos. A obra é, sobretudo, uma apologia ao masdeísmo. Os Livros III-V são devotados a apologética racional, o Livro VI à sabedoria moral, os Livros VII-IX à teologia exegética. O estilo da obra foi muitas vezes considerado difícil e cheio de armadilhas devido à sua concisão e ao fato de que muitas vezes parece consistir de resumos e embora como um todo contenha um bom número de alusões históricas, na maioria das vezes elas são envoltas em mitos

## Edições e traduções
O Dencarde foi escrito em pálavi no século X por Adurbane Emedane com base numa obra parcial destruída compilada no começo do século IX por Adurfarnbague Farruquezadane, que transmitiu-a para seu filho Zarduste. O único manuscrito quase completo, chamado "Manuscrito B", está no Instituto Oriental K. R. Cama de Bombaim e é datado de 1659. Foi levado da Pérsia para Surate, na Índia, em 1783 e emprestado por seu proprietário a Dastur K. Rustamji, que o devolveu com várias fólios faltando, que foram restauradas a partir de outras cópias. Segundo os colofões de B e outras cópias, o manuscrito original foi feito em Bagdá e datado de 1020. O manuscrito B consiste hoje de 322 fólios; o número total do original deve ter sido 392. O outro manuscrito que é importante à transmissão do texto é K43 em Copenhague, que consiste em duas partes, em fols. 177-261 e 262-303, respectivamente. Entre as cópias modernas há DE (na coleção de Dastur Edalji Darabji Sanjana) e M58, datado de 1866. Outros manuscritos contêm partes ou extratos: DH, conhecido pelo texto da Criação Original, e Universidade de Cambridge mss. Add. nos. 328-29 (contendo apenas a conclusão). À reconstrução dos fólios perdidos ms. no. 24 II na Biblioteca Dastur Meherji Rana em Navsari e mss. nos. 10-13 (1866-69) na Biblioteca Mulla Feroze em Bombaim são úteis, pois contêm cópias de diferentes livros do Dencarde e os seis fólios ausentes.
O texto foi editado duas vezes, a primeira por Dastur Peshotan Bahramji Sanjana, que publicou oito volumes durante sua vida, entre 1869 e 1897; a publicação dos volumes IX-XIX foi concluída por seu filho Darab em 1928. D. M. Madan também publicou um texto completo em dois volumes (Bombaim, 1911). Em 1966, M. J. Dresden publicou um fac-símile do manuscrito B, com a adição dos fólios ausentes. As primeiras traduções foram aquelas de L.-C. Casartelli (alguns capítulos do Livro III, em 1881 e 1886) e West (o começo do Livro V e Livros VII-IX). Mais recentemente, Marijan Molé publicou uma tradução francesa do Livro VII e parte do Livro V (1967), de Menasce uma tradução francesa completa do Livro III (1973), e Shaul Shaked uma tradução inglesa do Livro VI (1979). Numerosos fragmentos também foram traduzidos e comentados, notavelmente por H. W. Bailey e R. C. Zaehner. Recentemente, Aḥmad Tafażżolī e Žāla Āmūzgār traduziram para o persa algumas partes dos Livros V, VII e IX.

## Obra

Império Sassânida sob o xá r.

O Dencarde é, sobretudo, uma apologia ao masdeísmo. Os Livros III-V são devotados a apologética racional, o Livro VI à sabedoria moral, os Livros VII-IX à teologia exegética. A obra foi produto de um ambiente persa já amplamente islamizado e foi, portanto, pretendido tanto como uma resposta aos ataques muçulmanos ao dualismo quanto como um compêndio do que poderia ser salvo das escrituras. A principal tarefa em data tão tardia era produzir uma enciclopédia das ciências religiosas, como se conhece nos séculos IX-X. O Dencarde não é, no entanto, um tratamento sistemático; é, antes, uma compilação de materiais preservados, sem dúvida realizada sob a direção de um mestre oficial. O compilador, que recebeu o nome no último capítulo do Livro III, é tido como tendo informações dos "sábios antigos" (pōryōtkēšān) do Império Sassânida. Segundo de Menasce, Adurfarnbague pode ter sido um contemporâneo do califa Almamune (r. 813–833), mas a redação final data do século X. O Dencarde original deve ter consistido em textos básicos especificamente relacionados ao Avestá, juntamente com glossas ou comentários sobre eles (por exemplo, o Zande), o todo constituindo o que foi chamado de "a religião" (dēn).
O estilo da obra foi muitas vezes considerado difícil e cheio de armadilhas devido à sua concisão e ao fato de que muitas vezes parece consistir de resumos. Embora como um todo contenha um bom número de alusões históricas, na maioria das vezes elas são envoltas em mitos e, portanto, em confiabilidade duvidosa. Por exemplo, a afirmação presente no último capítulo do Livro III, segundo a qual Alexandre, o Grande queimou uma cópia do Avestá e outro exemplar caiu nas mãos dos gregos, que o traduziram em sua própria língua, foi comumente aceita como histórica, embora se reconheça agora que não havia Avestá escrito antes do Período Helenístico e que a primeira edição ocorreu no tempo do Império Sassânida.